# Bùi Tá Hán
Bùi Tá Hán (chữ Hán: 裴佐漢; 1496-1568), là một danh tướng có công khôi phục nhà Hậu Lê (thời Lê Trung Hưng, 1533-1789) trong lịch sử Việt Nam.

## Hành trạng cuộc đời
Các nhà nghiên cứu vẫn chưa xác định rõ thân thế của ông, chỉ biết Bùi Tá Hán là người Châu Hoan (nay là Nghệ An) và là cận thần của danh tướng Nguyễn Kim.
Tháng 6 (âm lịch) năm 1527, Mạc Đăng Dung phế truất Lê Cung Hoàng, lập ra nhà Mạc. Trung thành với nhà Hậu Lê, Bùi Tá Hán theo ngọn cờ "phù Lê diệt Mạc" của Nguyễn Kim, lập được nhiều công tích.
Sau khi nhà Hậu Lê được khôi phục (sử gọi là thời Lê Trung Hưng), năm 1545, dưới triều vua Lê Trang Tông, ông được phong làm Bắc quân đô đốc Phủ chưởng phủ sự, trấn nhậm ở Thừa tuyên Quảng Nam , rồi được ban tước Trấn quốc công (1546).
Theo "Phủ tập Quảng Nam ký sự" của Mai thị, thì Bùi Tá Hán là người có công lấy lại đất Quảng Nam từ tay nhà Mạc. Sau đó, ông đã thực hiện một số chính sách an dân, khuyến khích sản xuất, ổn định đời sống của nhân dân ở vùng đất này.
Ông mất năm 1568, không rõ nguyên nhân, như bia văn đã viết:
Nhân mã bất tri hà xứ khứ
Huyết y trường dữ thử bi lưu.
Có nghĩa là:
Người, ngựa chẳng biết đi về nơi nào
Chỉ có áo bào thấm máu lưu lại lời bia.
Sau khi mất, Bùi Tá Hán được truy tặng tước Thái bảo. Năm Minh Mạng thứ 13 (Nhâm Thìn, 1832), gia phong ông là Khuông quốc Tịnh biên Thọ phục thượng đẳng thần.
Đến đời Tự Đức, các quan địa phương có dựng bia bên mộ ông, trên bia có khắc mấy chữ: "Cố Lê đô đốc Trần Quận Công chi mộ". 

Theo quan điểm của các sử gia nhà Nguyễn, Bùi Tá Hán đã được liệt vào "nhân vật xứ Quảng Ngãi" .

## Di tích
Lăng mộ Bùi Tá Hán được xây dựng tại khu rừng (là nơi đã tìm thấy áo bào của ông) ở làng Thu Phổ, nên gọi là Rừng Lăng. Đền thờ ông được xây dựng trên đỉnh núi Phước ở làng Thu Phổ nên gọi là Núi Ông.
Năm 1962, khi xây dựng Nhà máy Đường Thu Phổ, đền thờ ông được dời vào Rừng Lăng, nay thuộc phường Quảng Phú, thành phố Quảng Ngãi. Trong đền có bức tượng thờ ông và người hầu (thường gọi là Xích Y) với nhiều sắc phong của triều Tây Sơn và triều Nguyễn; nhiều thơ, liễn đối phúng điếu của các quan lại và các bậc túc nho trong tỉnh.
Đền thờ Bùi Tá Hán đã được cấp bằng Di tích Lịch sử-Văn hóa cấp Quốc gia theo quyết định số 168 ngày 2 tháng 3 năm 1990. Ở nhiều nơi trong tỉnh và trong vùng cũng có một số di tích và miếu thờ liên quan đến Bùi Tá Hán.
Năm 2022, đã trùng tu, tôn tạo và xây dựng mới Công trình Lịch sử văn hóa tâm linh - Mộ và đền thờ Trấn Quốc Công Bùi Tá Hán bao gồm các hạng mục với giá trị 30 tỷ đồng Việt Nam và hoàn thành trong năm 2023 đúng vào dịp Lễ giỗ 455 năm ngày mất của Trấn Quốc Công Bùi Tá Hán.
Ngày 19/6/2024 tại đây đã diễn ra Đại hội Đại biểu cộng đồng họ Bùi tỉnh Quảng Ngãi lần thứ II, nhiệm kỳ 2024-2029.